# Azrú
Azrú (en francés: Azrou) es un municipio en Marruecos famoso por su artesanía en alfombras. Se ubica al sudeste de Mequinez. Su nombre deriva de azru, ⴰⵥⵔⵓ, 'peñón', en bereber o idioma tashelhit (la variante de Marruecos).

## Acceso
Al sur de Mequinez por la carretera N13.